# Philesia magellanica
Philesia magellanica är en enhjärtbladig växtart som beskrevs av Johann Friedrich Gmelin. Philesia magellanica ingår i släktet Philesia och familjen Philesiaceae. Inga underarter finns listade.

## Bildgalleri

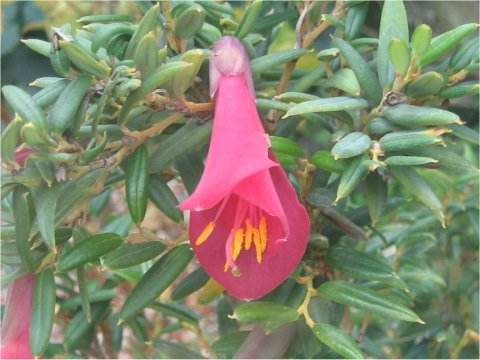
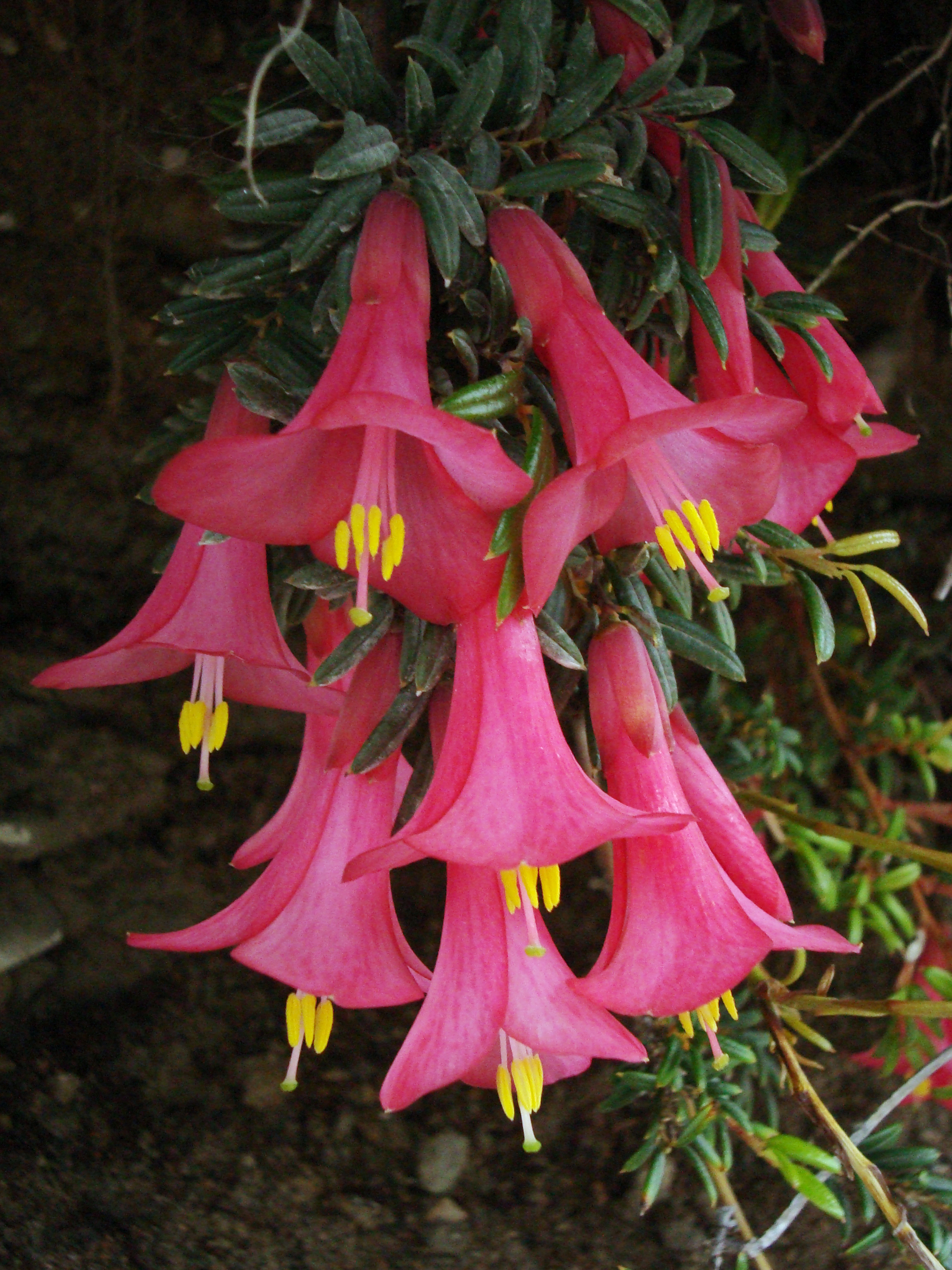